# Palazzo Saporiti

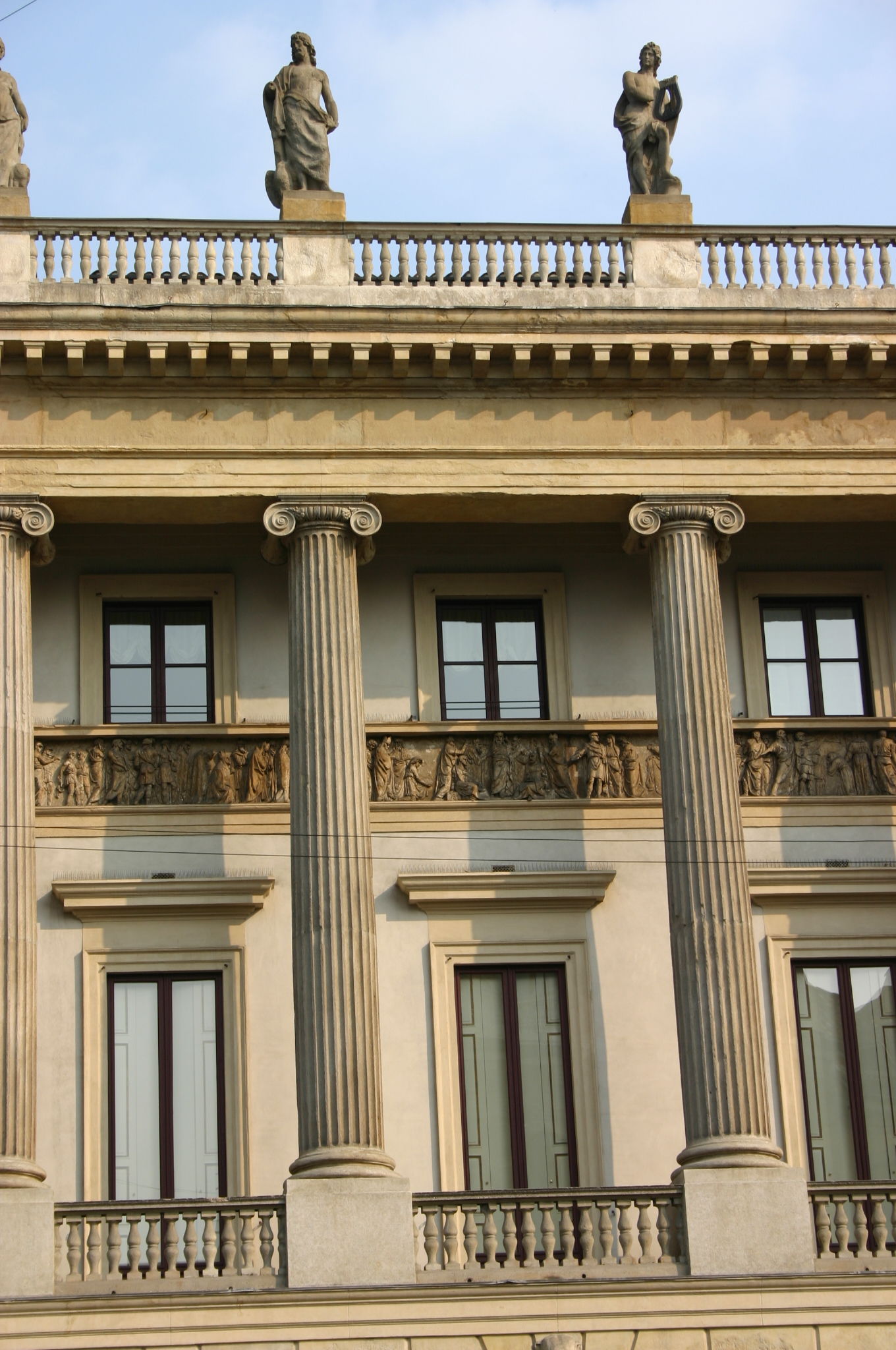
Particolare della facciata di Palazzo Saporiti

Palazzo Saporiti, denominato anche Palazzo Rocca-Saporiti, è un edificio storico in stile neoclassico situato nel centro di Milano, in corso di Porta Venezia al civico 40.

## Storia
Il palazzo venne commissionato nel 1800 da Gaetano Belloni, un biscazziere arricchitosi grazie all'appalto per la gestione del gioco d'azzardo all'interno del ridotto del Teatro alla Scala. Egli tuttavia, sommerso di debiti a causa della proibizione del gioco d'azzardo una volta terminata la dominazione napoleonica, fu costretto a vendere la dimora ai marchesi Rocca-Saporiti di Genova.
Il palazzo venne edificato all'interno di un progetto di riqualificazione della zona attorno a Porta Orientale, su terreni appartenenti all'ordine dei frati cappuccini, prima della soppressione degli ordini monastici effettuata dall'amministrazione austriaca. Come ricorda una targa di fronte al palazzo, su questi terreni era presente un convento, descritto in un passaggio de I promessi sposi.
Il progetto, ultimato nel 1812, porta la firma di Innocenzo Giusti: in realtà fu realizzato da Giovanni Perego, famoso scenografo della Scala, che non essendo architetto di professione non poté apporre la propria firma.

## Descrizione
Il palazzo richiama subito alla mente forme neoclassiche, di ispirazione Palladiana. L'elemento preminente della facciata è il grande colonnato in stile ionico che forma la scenografica loggia a tribuna. Il pian terreno è in bugnato liscio poco accentuato, mentre il portone centrale è sormontato da un elefante araldico. Tra il primo e il secondo piano è inserito un fregio a bassorilievo, raffigurante alcuni episodi della storia di Milano.
A coronare la tribuna troviamo una balaustra che sorregge dieci statue corrispondenti alla parata degli Dei Consenti: statue realizzate da Pompeo Marchesi e Grazioso Rusca.
Le statue rappresentano, da sinistra a destra guardando la facciata: Mercurio, Venere, Marte, Giunone, Giove, Apollo, Diana, Bacco, Cerere e Giano.
Degno di nota è il salone da ballo che occupa lo spazio della fronte al piano nobile, adornato con stucchi e affreschi.